# SN 2006oi
SN 2006oi – supernowa typu Ia odkryta 31 października 2006 roku w galaktyce A003553+0015. W momencie odkrycia miała maksymalną jasność 22,30m.